# Dossier Brimstone
Dossier Brimstone è un romanzo di Lincoln Child e Douglas Preston.
È in ordine cronologico, la quinta avventura che ha per protagonista l'agente dell'FBI Aloysius Pendergast, la prima della Trilogia di Diogene.

## Trama
Il romanzo si svolge tra New York (prima parte) e Firenze (seconda parte), oggi.

Un noto critico d'arte, Jeremy Groove, viene trovato morto nella sua casa, apparentemente bruciato vivo nella stanza da letto, chiusa a chiave dall'interno, l'unica informazione certa è che la vittima aveva invitato, la sera prima a cena, le persone che più lo odiavano al mondo, e di conseguenza che più desideravano la sua morte. 
La polizia brancola nel buio, apparentemente sembra autocombustione umana, alcune persone impressionabili dicono sia opera di Lucifero stesso. 
Data la particolarità del caso, viene incaricato delle indagini l'agente speciale dell'FBI Aloysius Pendergast, coadiuvato dal sergente Vincent D'Agosta (ora di servizio a Southampton) e dal capitano Laura Hayward, ma i primi giorni di indagine non sembrano portare a niente.
Quando anche un noto produttore discografico viene trovato bruciato vivo nel suo appartamento la situazione diventa critica: fanatici, santoni e predicatori si fanno avanti, prevedendo le avvisaglie di una nuova apocalisse.

## Personaggi principali
Aloysius Pendergast: agente dell'FBI, dirige le indagini

Vincent D'Agosta: tenente della polizia di Southampton (New York), aiuta Pendergast nelle indagini

Laura Hayward: capitano della polizia di New York

## Edizioni
- Lincoln Child, Douglas Preston, Dossier Brimstone, Rizzoli, 2008,  p. 495, ISBN 88-17-02457-0.